# Isabella von Schottland
Isabella von Schottland, Countess of Norfolk (* 1196; † nach 1263) war eine schottische Königstochter.

## Herkunft und Jugend in England
Isabella entstammte der schottischen Königsfamilie Dunkeld. Sie wurde 1196 als zweite Tochter von König Wilhelm I. und dessen anglonormannischen Frau Ermengarde geboren. Die Geburt einer zweiten Tochter war für den alternden König, der noch keinen ehelichen Söhne hatte, eine schwere Enttäuschung. Gemäß dem Vertrag von Norham wurde sie im August 1209 zusammen mit ihrer Schwester Margarete nach Carlisle gebracht, wo sie dem englischen Justiciar Geoffrey fitz Peter übergeben wurden. Im Vertrag von Norham war ursprünglich vereinbart worden, die Schwestern mit einem englischen Prinzen zu verheiraten, was der englische König Johann Ohneland aber nicht umsetzte. Johann Ohneland verwendete die schottischen Königstöchter eher als Druckmittel gegenüber ihrem Vater. Isabella lebte die meiste Zeit zusammen mit Eleonore von der Bretagne, der gefangen gehaltenen Nicht des Königs, in der Obhut von Peter de Maulay im palastartigen Corfe Castle in Südengland. In der Magna Carta musste Johann Ohneland 1215 im Artikel 59 zustimmen, dass die beiden Schwestern zurück in ihre Heimat durften, was wohl auf Veranlassung von Isabellas Bruder König Alexander II. mit in die Urkunde aufgenommen worden war. Doch auch diese Zusage setzte Johann Ohneland bis zu seinem Tod 1216 nicht um. König Alexander II. hatte 1220 mit dem neuen englischen König Heinrich III. vereinbart, dass Isabella nach Schottland zurückkehren konnte, falls nicht bis zum 9. Oktober 1221 ein englischer Adliger sie heiraten würde. Doch wahrscheinlich erst Ende 1223 kehrte Isabella unverheiratet nach Schottland zurück. Daraufhin bemühte sich der schottische König, einen Ehemann für seine Schwester zu finden. Er plante offenbar, sie mit dem reichen englischen Magnaten William Marshal, 2. Earl of Pembroke zu verheiraten. Diese Ehe fand aber nicht die Zustimmung der englischen Regierung, die befürchtete, dass Marshal sich mit dem schottischen König gegen den englischen König verbünden könnte. Auch um die Heirat mit der schottischen Königstochter zu verhindern, durfte Marshal 1224 Eleanor, eine Schwester des englischen Königs, heiraten.

## Ehe mit Roger Bigod
Stattdessen vereinbarte König Alexander II. mit dem englischen König, seine Schwester mit dem jungen englischen Magnaten Roger Bigod, 4. Earl of Norfolk zu verheiraten. Bigod war nach dem Tod seines Vaters im Februar 1225 ein Mündel des englischen Königs geworden. Dieser verheiratete vor Mai 1225 den etwa dreizehnjährigen Bigod mit der etwa 29-jährigen Isabella. Vermutlich für eine geplante Heirat eine seiner Schwestern hatte Alexander II. 1224 von den schottischen Magnaten eine Abgabe in Höhe von 10.000 Merks erhoben. Am 11. Mai 1225 übergab der englische König ein Drittel der bislang unter Vormundtschaftsverwaltung stehenden Besitzungen von Bigod als Wittum an Isabella. Am selben Tag gewährte der schottische König dem englischen König £ 1000 als Unterstützung für den Krieg mit Frankreich. Dieses Geld stammte wahrscheinlich aus der Abgabe, die er für die Hochzeit erhoben hatte. Wenig später erwarb der schottische König für 4000 Merks die Vermundschaftsverwaltung für die übrigen Besitzungen Bigods. Die Erträge aus Bigods Besitzungen flossen so an den schottischen König, während der junge Bigod vermutlich nach Schottland gebracht wurde, wo er die nächsten Jahre zusammen mit seiner Frau lebte.
Nachdem Bigod volljährig geworden war, kehrte er vermutlich um 1233 nach England zurück und übernahm sein Erbe. Die Ehe mit Isabella blieb kinderlos, und 1245 verstieß Bigod seine Frau. Er versuchte vergeblich, die Ehe wegen zu naher Verwandtschaft aufheben zu lassen. Nachdem die englischen Bischöfe 1253 endgültig die Aufhebung seiner Ehe ablehnten, musste er Isabella wieder als Frau bei sich aufnehmen. Isabella lebte noch im Oktober 1263, ihr Todesjahr ist jedoch unbekannt. Sie wurde, getrennt von ihrem Ehemann, wie ihre jüngere Schwester Marjorie in der Dominikanerkirche in London beigesetzt.